# Isabella Asinari
Isabella Asinari (XIV secolo – 1417) è stata una nobildonna italiana, consorte del Signore di Monaco dal 1368 circa al 1407, come moglie di Ranieri II.

## Biografia

### Nascita
Isabella Asinari nacque in data sconosciuta nel XIV secolo.

### Matrimonio
Isabella sposò, forse nel 1368, Ranieri II di Monaco, come sua seconda moglie. Succedette come consorte del Signore di Monaco a Ilaria del Carretto, ma restando in esilio a causa dell'occupazione genovese di Monaco.

### Ultimi anni e morte
Rimase vedova nel 1407 e un decennio dopo morì, nel 1417.

## Discendenza
Isabella Asinari e Ranieri II di Monaco ebbero nove figli, sei maschi e tre femmine:
- Ambrogio;
- Antonio, sposò Bianca N.;
- Giacomo;
- Giovanna;
- Giovanni (1382 - 8 maggio 1454), sposò Pomellina Fregoso con cui ebbe tre figli:
  - Costanza;
  - Catalano (1415-1457);
  - Bartolomeo.
- Gaspare;
- Maria;
- Griffetta;
- Enrico.